# Préhistoire de Malte
Vous lisez un « article de qualité » labellisé en 2008.
La Préhistoire de Malte n'est bien connue qu'à partir du Néolithique. La présence humaine sur l’archipel maltais avant 5500 av. J.-C. n'a à ce jour pas encore été établie de manière certaine. L'étude de la céramique retrouvée sur les principaux sites archéologiques et celle de l'architecture des temples mégalithiques de l'archipel ont permis par contre de définir un cadre chronologique assez détaillé de la fin du Néolithique jusqu'à l'Âge du bronze.

## Historiographie de la Préhistoire de Malte
Avant le XVIe siècle, l’histoire de l’humanité était consignée dans les textes religieux et dans quelques textes classiques. On considérait alors qu'un âge des métaux avait précédé un âge classique, dont étaient issues les civilisations. Ces origines mythiques avaient encore cours dans le royaume de France à la Renaissance, où, d’après Lemaire de Belges ou Ronsard,, la royauté française avait comme origine Hector de Troie. Les pierres taillées n’étaient encore que des « céraunies », des pierres dues aux impacts de la foudre.
Michel Mercati (1541-1593), directeur du jardin botanique pontifical sous Sixte Quint, est le premier à envisager dans sa Metallotheca une origine humaine aux pierres taillées : « Les plus anciens hommes eurent pour couteaux des éclats de silex.
Au XVIIIe siècle, dans l’esprit des Lumières, le père Bernard de Montfaucon et le comte de Caylus révolutionnèrent « les antiquités ». Le premier, dans L’Antiquité expliquée et représentée en figure en latin et en français, après un voyage en Italie de 1698 à 1701, prône le voyage d’étude sur le terrain et dans les cabinets de curiosités en complément de l’étude des textes. Le second, dans Recueil d’antiquités égyptiennes, étrusques, grecques, romaines et gauloises, clarifie la distinction entre historien et antiquaire. L’antiquaire ne devait pas illustrer son texte de vestiges mais devait faire des vestiges les objets même de ses études. Ainsi Montfaucon, en publiant la sépulture mégalithique découverte en 1685, près d’Évreux, fit des recherches pour retrouver tout ce qui avait été écrit sur des sépultures de ce genre. C’est l’occasion de réformer la chronologie admise en introduisant un âge du cuivre entre l'âge de la pierre et l'âge du fer à la suite des anciens comme Pausanias ou Homère. Le comte de Caylus affirme l’antériorité des mégalithes par rapport à l’époque romaine et parle pour la première fois de « l’immensité des générations qui se sont succédé depuis l’invention du feu et de la roue.

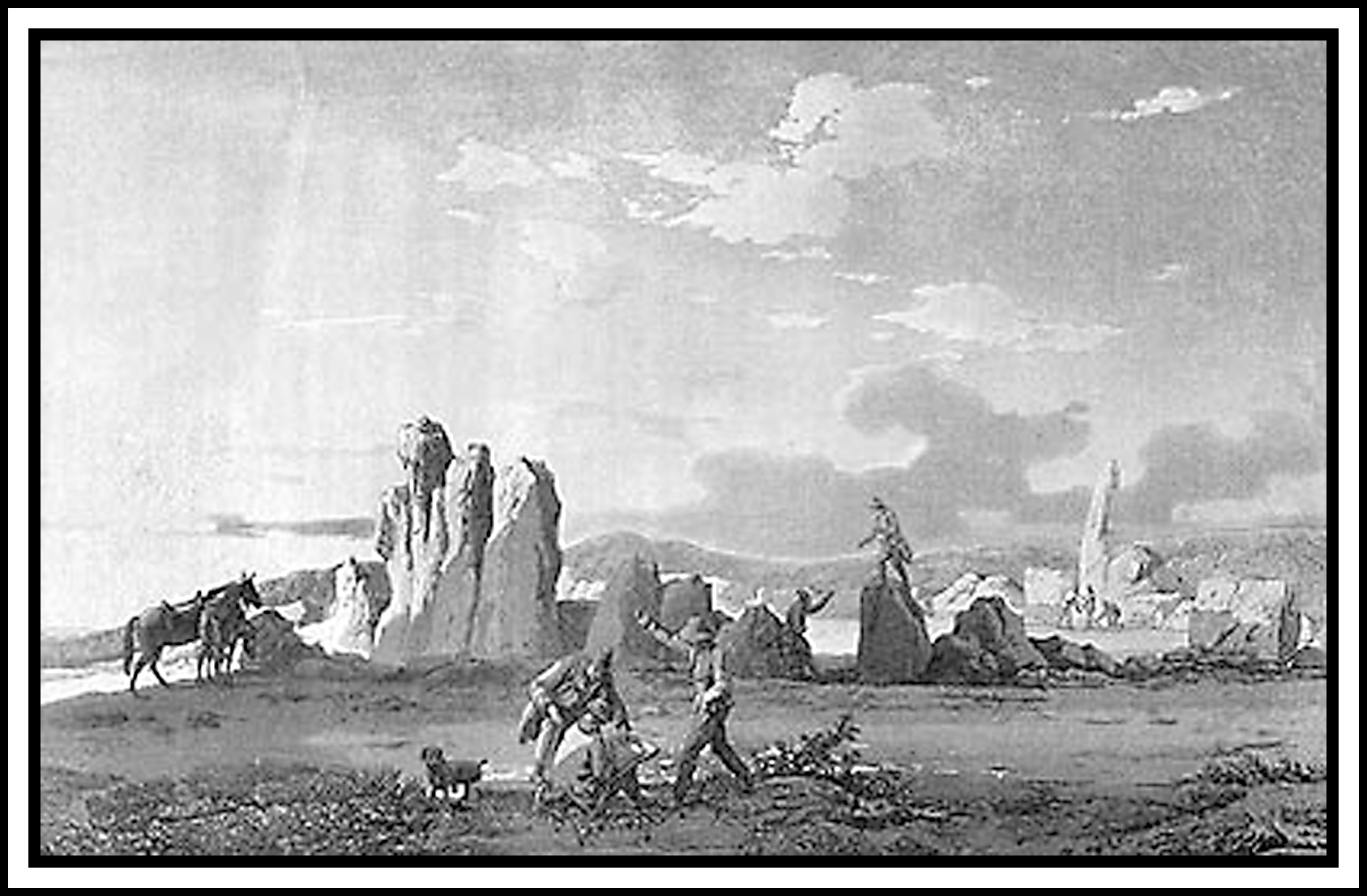
Ħaġar Qim
Gravure de Jean-Pierre Houël de 1776.

À la fin du XVIIIe siècle, à la suite de la jeunesse aristocratique anglaise, le « Grand Tour » conduit le « savant » sur les routes de Grèce, d’Italie et de Sicile. Le tour allait quelquefois jusqu’à Malte, l’île des Chevaliers, conservatoire de la noblesse européenne. Jean-Pierre Houël est le premier à s’y rendre, par deux fois en 1770 et en 1776. Il en rapporte dix-huit estampes dont quatre représentent les vestiges mégalithiques sur un total de 264 estampes en partie achetées par Catherine II de Russie et conservées au Musée de l'Ermitage. Il est suivi de peu, en 1778, par Louis Ducros, jeune artiste suisse, accompagné de Ten Hove, Willem Carel Dierkens, Willem Hendrik van Nieuwerkerke (trois Hollandais) et l’Anglais Nathaniel Thornbury. Il illustre le rapport de ses compagnons de route, Voyage en Italie, en Sicile et à Malte – 1778, de quatre aquarelles du temple Ġgantija « monument phénicien ou carthaginois, appelé vulgairement Tour des Géants » aujourd’hui au Rijksmuseum d’Amsterdam.
En 1833, George Grondet, adjudant-ingénieur du génie, finit sa vie à Malte et rédige un ouvrage, L’Atlantide di Giorgio Grognet di Vassé, dans lequel il soutient que les monuments de Malte sont les vestiges de l’Atlantide. Il établit le relevé du mur de Melita et le transmet à l’abbé Petit-Radel, auteur de la « théorie des monuments pélagiques ». Petit-Radel est conservateur de la bibliothèque Mazarine où il collectionne des modèles en plâtre de monuments mégalithiques réalisés par Étienne Poulin. Dès 1792, il émet l’hypothèse que Pélagos, mentionné par Pausanias comme étant celui qui apprit aux hommes à se nourrir, à se vêtir et l’art de bâtir, appartenait à une époque antérieure à l’Antiquité classique. Selon lui l’humanité avait connu avant l’Histoire, une période de vie nomade et pastorale et son passage à la vie civile et politique avait été marqué, bien avant l’Antiquité, par les premières constructions mégalithiques, les monuments pélagiques.

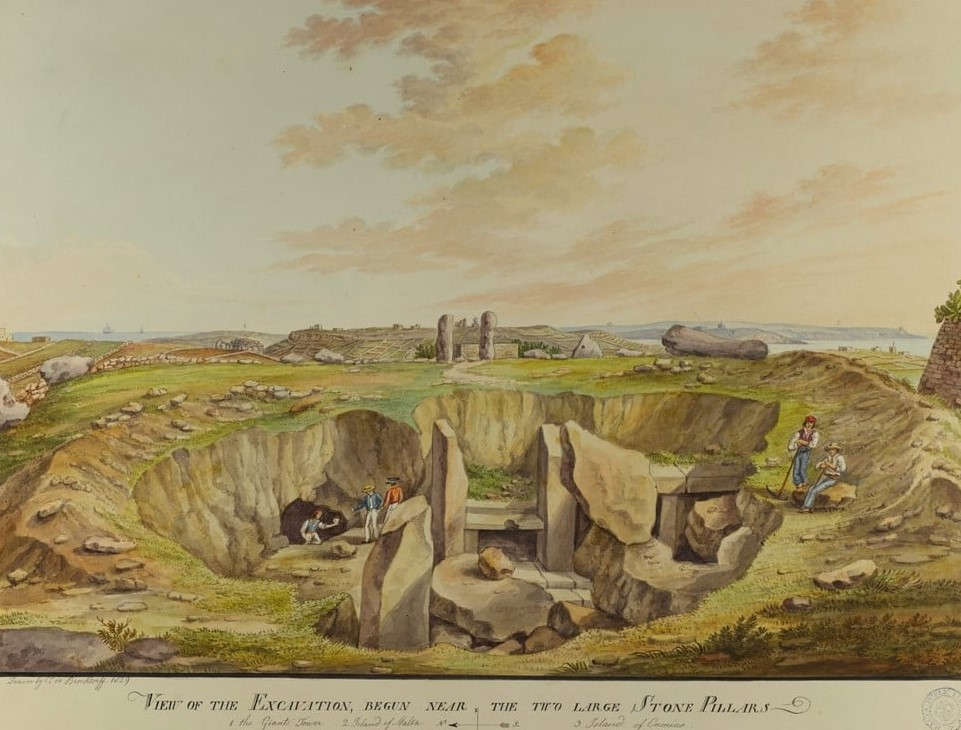
Cercle de Brochtorff
Aquarelle de Charles de Brochtorff de 1825.

Sous la colonisation britannique, les premières fouilles de l’archipel maltais sont réalisées par le colonel Gouverneur de Gozo, Otto Bayer sur le site de Xagħra sous le regard de l'artiste maltais Charles de Brochtorff qui lui laissera son nom. En 1827, quand il dégage le temple de Ġgantija, le dessinateur Louis Mazzara montre le dégagement du temple, publié sous le titre de Temple ante-diluvien dit des Géants, découvert dans l’île de Calypso, aujourd’hui Gozo, près de Malte. En 1839, Ambroise Firmin-Didot lève le plan du temple que publie Frédéric Lacroix dans le chapitre Malte et Gozo du tome IV de la collection L’Univers pittoresque paru en 1848. C’est le premier guide français décrivant en détail les îles de Malte et Gozo ainsi que les monuments « préhistoriques ». En 1841, dans Histoire de Malte, Miège, ancien consul de France à Malte, attribue encore les temples mégalithiques aux Phéniciens.
Il faut attendre la découverte de l’hypogée de Ħal Saflieni en 1902 pour que l’archéologie maltaise prenne un vrai départ sous l’impulsion de Themistocles Zammit qui sera le premier directeur du Museum. De formation médicale, T. Zammit introduit les méthodes scientifiques dans les fouilles maltaises ; de Ħaġar Qim en 1909, de Mnajdra en 1910, de Tarxien en 1914, de Ta’ Hagrat en 1923. Il faut attendre 1952, pour que John Davies Evans relance les études archéologiques maltaises. Il fonde en 1954, la Société d’archéologie dont il devient le premier président. En 1958, comme président du musée d’archéologie, il inaugure les nouveaux locaux du musée à l’Auberge de Provence à La Valette et en 1960 le musée d’archéologie de Gozo à la Casa Bondì. Depuis 1989, l’archéologie maltaise est sous la responsabilité d'Anthony Bonanno, chercheur à l’Université de Malte et vice-président de la Société d’archéologie.

## Malte au Paléolithique
En archéologie, la période du Paléolithique correspond à l'époque géologique du Pléistocène, c'est-à-dire une période marquée cycliquement par des glaciations. Elle débute il y a 1,8 million d'années[D], pour se terminer autour de 10000 av. J.-C.. Pendant cette période, le climat se caractérise par des cycles de glaciations au cours desquels les calottes glaciaires s'étendent du pôle jusqu’aux environs du 40e parallèle nord. Près du tiers de la surface de la terre est recouvert d’inlandsis. Ceux-ci mobilisent une telle quantité d’eau que le niveau des mers baisse de 100 à 120 m, découvrant les plateaux océaniques, exondant ainsi des isthmes entre les îles et les continents. La Méditerranée orientale ne communique avec la Méditerranée occidentale que par un mince détroit qui sépare la Tunisie de la péninsule sicilo-maltaise,.

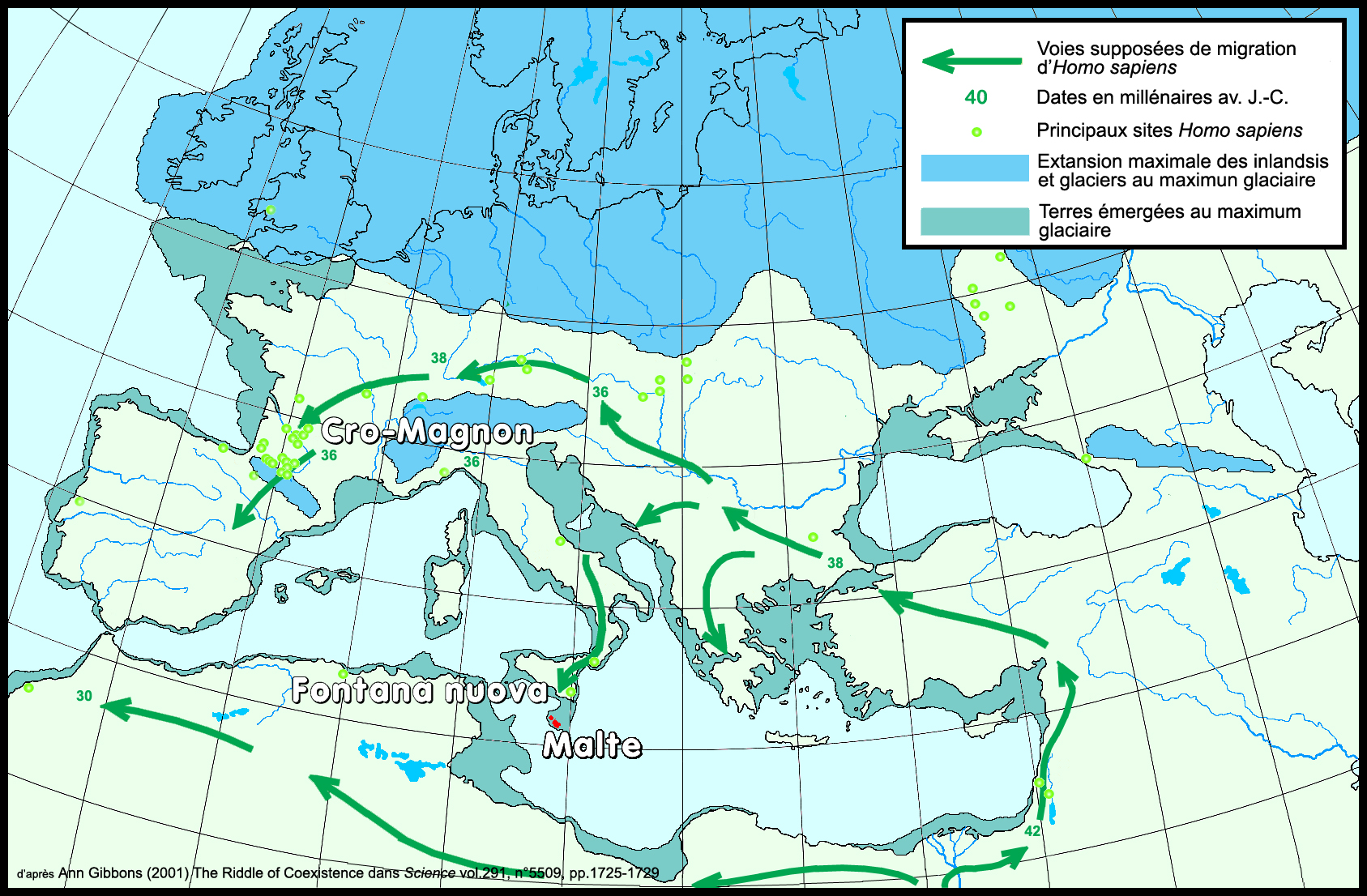
Présence de lHomo sapiens en dehors de Malte.

La Préhistoire maltaise reste mal connue pour les périodes précédant le VIe millénaire av. J.-C.. Les îles maltaises n’ont livré, à ce jour, aucun témoignage préhistorique humain antérieur au Néolithique. Les autres grandes îles de Méditerranée occidentale ont d'ailleurs connu une fréquentation humaine assez tardive (Sardaigne, Corse, Baléares). La présence de chasseurs-cueilleurs paléolithiques est pourtant établie sur la péninsule italienne jusqu'en Sicile (gisement de l’abri de Fontana Nuova di Ragusa daté de l’Aurignacien), comme il est établi qu'à cette époque l'archipel maltais était rattaché à la Sicile et que la faune chassée en Sicile était présente à Malte. Malgré cette identité de biotope, les indices de présence humaine au Paléolithique demeurent inconnus dans l'archipel maltais ; il est peu probable que cela traduise une absence effective mais le manque de preuve oblige les scientifiques à la réserve. Un espoir se fit jour dans les années 1980 quand des peintures rupestres furent découvertes à Gar Hassan, dans les falaises sud-est de l'île de Malte, ainsi que des outils trop rapidement attribués au Paléolithique. En fait, aucune preuve scientifique véritable ne permet d'attester de la présence de l'homme paléolithique dans l'archipel, même si sa présence est plus que probable pour certains archéologues. Beaucoup pensent que la réutilisation rapide des principales grottes maltaises en hypogée a nettoyé celles-ci de toute trace antérieure. Il faut donc, en l’état des connaissances, reconnaître que, malgré l'existence d’une faune susceptible d'être chassée, les vagues successives de peuplement de la péninsule européenne ont ignoré l’archipel maltais. 

## Malte au Néolithique

### Colonisation de Malte

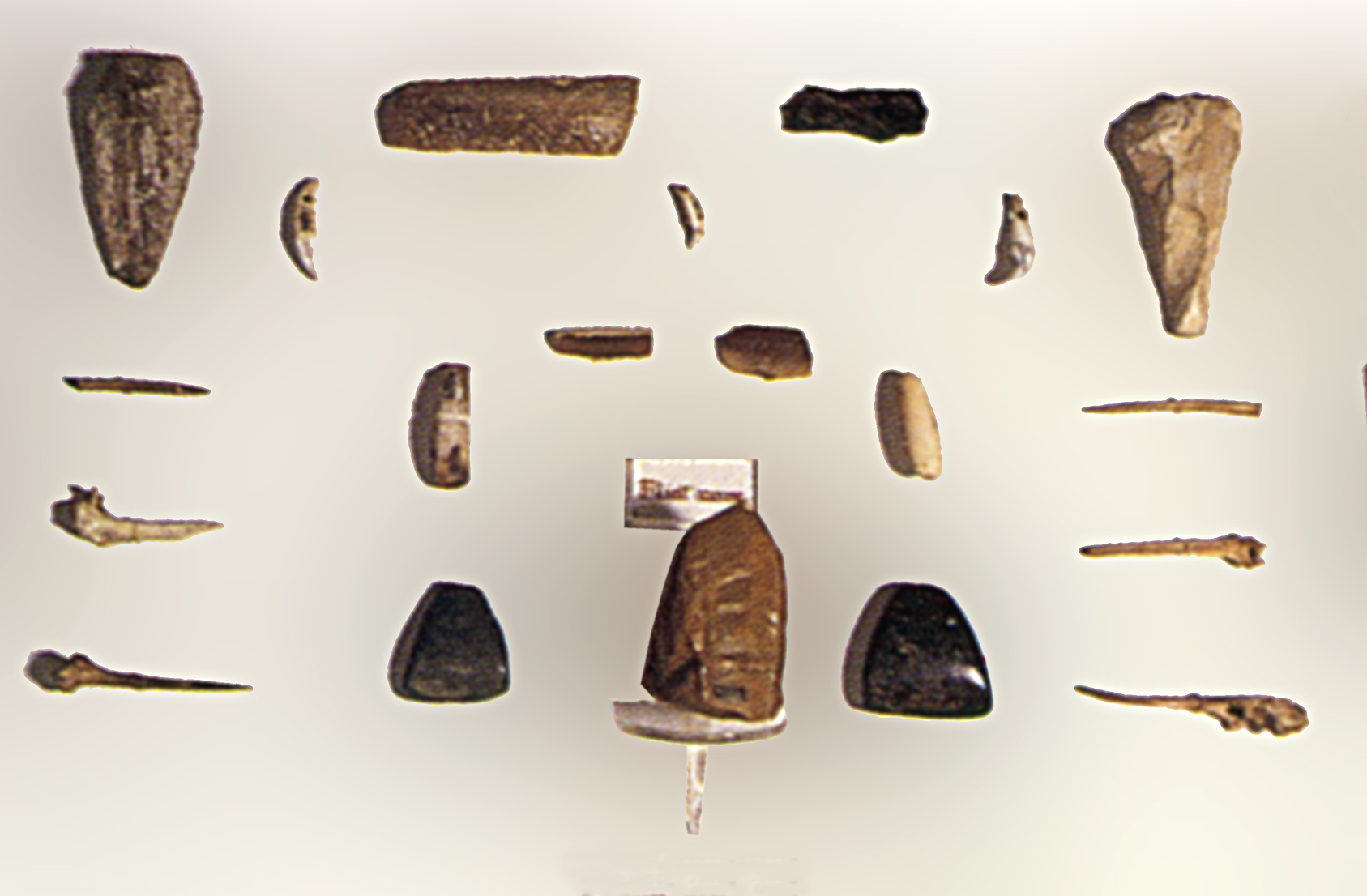
Outils lithiques et osseux de la phase Għar Dalam (Musée national d'archéologie de La Valette).

Les premiers habitants de l'archipel maltais arrivent par mer depuis la Sicile, distante d'environ 80 km au nord, vers 5000 av. J.-C.,. Ce sont des porteurs de la culture de Stentinello. Ils implantent l'économie néolithique dans les îles en important du bétail (moutons, chèvres, porcs) et des plantes cultivées (orge, blé, lentilles et pois). Leurs outils sont fabriqués dans des roches dures importées :  couteaux en silex et haches polies en roches vertes provenant de Sicile, notamment des gisements des Monts Hybléens dans le sud-est de l'île, lames en obsidienne des îles de Pantelleria et de Lipari, meules et broyeurs en basalte de l'Etna.
La céramique de Stentinello avec sa riche ornementation comprenant des figures géométriques (lignes circulaires, guirlandes, chevrons, zigzags)  a été découverte en plusieurs points de l'archipel maltais (Għar Dalam, Ta Hagrat, Santa Verna, Xewkija). Le site de Santa Verna sur l'île de Gozo, fouillé dès 1908 par T.E. Peet et en 1911 par T. Ashby et R.N. Bradley, a livré deux squelettes complets et des éléments isolés appartenant à d'autres individus dont un enfant. Les plus anciennes sépultures maltaises sont datées d'environ 5000 av. J.-C. La fin du Ve millénaire av. J.-C. est marquée par l'arrivée en provenance de Sicile d'une nouvelle vague de cultivateurs  possédant la culture de la céramique de San Cono-Piano-Notaro. Ces nouveaux arrivants vont vivifier la culture existante de l'archipel. La statuaire est constituée de représentations anthropomorphes stylisées rappelant les statues-menhirs de Sardaigne et de France méridionale. Ce rapprochement est particulièrement énigmatique car aucune autre relation n'est établie avec ces cultures.
L'étude génétique d'individus trouvés sur le site du cercle Xagħra indique que ceux-ci portent la signature génomique d'une population exceptionnellement petite et restreinte, un signal qui est distribué sur une période d'au moins 400 ans. Ces estimations suggèrent un isolement, avec des réseaux d'accouplement largement confinés sur les côtes de l'île. Les échantillons étudiés montrent une aggravation marquée du régime alimentaire et de l'état nutritionnel durant le Néolithique. Des observations en accord avec la tendance à long terme à l'augmentation de l'aridité et à l'amincissement des sols qui a commencé dès 5500 av. J.-C. et qui semble être à l'origine de ces changements. Le profil d'âge des sépultures de Xagħra en adéquation avec les taux de mortalité d'une communauté agricole précoce, à savoir une mortalité infantile et adolescente élevée et un équilibre relativement égal entre les hommes et les femmes adultes. L'analyse spatiale des restes mortuaires suggère un traitement riche et élaboré des sépultures dans le cadre d'une communauté unique.
Il faut souligner que durant tout le Néolithique, la société maltaise semble être une société très pacifique : on ne connaît aucune arme, pas même des pointes de flèche (en silex ou en obsidienne) datée de cette période mais seulement quelques pierres de fronde, en pierre tendre, qui ont du être utilisées pour la chasse aux oiseaux.

### Chronologie
L’identification et la description de la céramique maltaise a permis de distinguer des périodes de temps permettant ainsi d’uniformiser les constatations stratigraphiques, confirmées ensuite par des datations absolues au carbone 14. Sa description, l’identification de la composition de la terre cuite, de sa température de cuisson, de sa couleur, de son engobe, de sa forme, de son décor et d'une façon générale de ses techniques de fabrication et de ses techniques de réalisation et de représentation artistiques, a aussi permis des rapprochements avec d’autres céramiques siciliennes ou continentales. 
L’identification des céramiques maltaises et l'étude des vestiges archéologiques, notamment celle de l'architecture des temples, sont à l'origine de la construction du cadre chronoculturel du Néolithique maltais. John Davies Evans est à l’origine de la première échelle chronologique du Néolithique maltais. Cette chronologie a ensuite été recalée par des datations par le carbone 14 réalisées par David H. Trump :
- 5200 – 4100 av. J.-C. période néolithique
  - 5200 – 4500 av. J.-C. phase Għar Dalam
  - 4500 – 4400 av. J.-C. phase Skorba grise
  - 4400 – 4100 av. J.-C. phase Skorba rouge

- 4100 – 2500 av. J.-C. période des Temples
  - 4100 – 3800 av. J.-C. phase Żebbuġ
  - 3800 – 3600 av. J.-C. phase Mġarr
  - 3600 – 3000 av. J.-C. phase Ġgantija
  - 3000 – 2900 av. J.-C. phase Saflieni
  - 2900 – 2500 av. J.-C. phase Tarxien

#### Phase de Għar Dalam
Les plus anciens vestiges archéologiques maltais ont été découverts sur le site de Skorba : ce sont des traces d'habitat domestique de la phase Għar Dalam . Ces traces sont celles de huttes en briques crues, faites de marne bleue des vallées environnantes avec un pilier central pour soutenir le toit. David H. Trump a surtout révélé un mur de grosses pierres sèches de 11 m de longueur de la même période. Cette construction, considérée comme la plus ancienne construction européenne, est diversement interprétée : il pourrait s'agir soit d'une enceinte, ce qui paraît peu justifié pour cette période, soit du mur d'une grande construction sans rapport avec une habitation (peut être un proto-temple compte tenu de l'utilisation ultérieure du site). Deux squelettes d'enfants y ont aussi été mis au jour.
La poterie de Għar Dalam, généralement retrouvée très fragmentée sous forme de tessons, est abondamment décorée de figures géométriques gravées. Ces figures géométriques sont ordinairement faites de bandes horizontales, de chevrons, de zigzags ou de guirlandes. Les vases comportent des anses surmontées de têtes animales de bovins. Cette céramique maltaise représente une variante régionale de la céramique sicilienne et du sud-ouest de l'Italie et est mise en relation avec la céramique de Stentinello,.

#### Phases de Skorba
Alors qu'en Sicile la culture de Stentinello cède la place à la culture de Serra d'Alto, la phase de Għar Dalam fait place à deux nouvelles phases successives dénommées « Skorba grise » (4500-4400 av. J.-C.) puis « Skorba rouge » (4400-4100 av. J.-C.) qui ont été définies à partir des céramiques dévouvertes découvertes sur le site Skorba.

#### Phase de Żebbuġ
Elle correspond à une rupture stylistique observée dans la céramique qui ne peut s'expliquer que par l'arrivée de nouveaux migrants. La poterie de Żebbuġ a principalement été découverte dans des tombes ovales creusées dans le roc. C'est une poterie à fond plat et col rentrant. Elle renoue avec un décor incisé ou à engobe crème à décor peint en rouge, à représentation humaine très stylisée. La surface est partagée en compartiments remplis d’arcatures avec à l’intérieur une figuration humaine dans une grotte, une niche ou une hutte. La période est parfois abusivement qualiifiée d'âge du cuivre mlatais, expression inappropriée dans la mesure où le Néolithique maltais ignore le métal et conserve l'usage d'outils en obsidienne et en silex jusqu'au IIe millénaire av. J.-C.. Cette céramique maltaise est similaire à la céramique de San Cono-Piano-Notaro.

#### Phases de Mġarr et Ġgantija
C'est durant ces périodes qu'apparaissent les premières constructions cyclopéennes et les plus anciens temples mégalithiques sur les îles de Malte (Ta Hagrat, Kordin, Skorba) et de Gozo (Ġgantija). La poterie de Mġarr est ornée de cannelures en arceaux, souvent incrustées de blanc, et de motifs curvilignes terminés par des cercles (motif dit « comète »,). Les défunts sont inhumés dans des nécropoles regroupant des hypogées (Xemxija). Le mobilier funéraire d'accompagnement comporte de nombreux éléments de parure (coquillages percés, boutons coniques à perforation en V, petites haches pendeloques en roches vertes) rappelant le Campaniforme continental. La poterie de Ġgantija est constituée de pots aux formes très modernes avec des boutons et des anses en boucle. 

#### Phase de Ħal Saflieni
C'est une courte phase d'une centaine d'années (3000 – 2900 av. J.-C.) définie à partir des découvertes réalisées dans l'hypogée de Ħal Saflieni. La poterie de la période, bien finie et bien polie, est de forme carénée avec une décoration abstraite piquetée. Il existe un modèle très répandu à cette époque, c’est la coupe bi-conique. Cette poterie est propre à l’archipel maltais,.

#### Phase de Tarxien
La poterie de Tarxien, uniquement maltaise, est remarquable par la variété des formes jamais atteinte avant cette période. Le décor est toujours une variation infinie sur le thème géométrique de la spirale. Ses dessins sont souvent gravés à la surface polie des poteries mais aussi quelquefois rapportés sur des petits disques appliqués sur un fond pointillé ou encore de petits boutons collés sur une pâte de couverture blanche. La surface des grands récipients est plus souvent rustique, comme écaillée,.

### Mégalithisme maltais
Le mégalithisme maltais prend toute son ampleur et son originalité dans l'archipel au cours du Néolithique. Les « temples mégalithiques de Malte » en constituent le trait le plus original. L'archipel maltais concentre trente-trois temples mégalithiques sur dix-sept sites archéologiques. Il faut leur ajouter une quinzaine d'autres sites qui représentaient au moins autant de temples supplémentaires, aujourd'hui disparus sous les bombes de la Seconde Guerre mondiale ou le pic des démolisseurs.

## Malte à l'Âge du bronze
La période des temples (4100–2500 av. J.-C.) prend fin avec la disparition des populations de bâtisseurs mégalithiques vers les années 2500 av. J.-C. À Skorba et à Tarxien, les temples présentent des traces d'incendies violents. Plusieurs hypothèses ont été avancées pour expliquer cette disparition (épidémies, famine liée à l'épuisement des sols ou à des années de sécheresse). L'explication communément acceptée veut qu'une surexploitation des terres et une diminution des ressources naturelles forcèrent la population à abandonner l'archipel maltais.  
- 2500 – 700 av. J.-C. âge du bronze
  - 2500 – 1500 av. J.-C. phase des cimetières de Tarxien
  - 1500 – 725 av. J.-C. phase Borġ in-Nadur
  - 900 – 700 av. J.-C. phase Baħrija

En l'état actuel des connaissances, il n'y a pas eu d'Âge du cuivre à Malte. Les métaux étaient apparemment inconnus des bâtisseurs des temples mégalithiques. L'apparition des métaux à Malte date d'environ 2500 av. J.-C. Cette nouvelle population, porteuse d'une culture totalement différente repeuple petit à petit l'archipel. Ces nouveaux arrivants incinèrent leurs morts et utilisent des outils, mais aussi des armes, en bronze. Le matériel archéologique permet de rapprocher ces nouveaux habitants des peuples guerriers de Sicile et d'Italie du sud de la même époque et de caractériser la première phase de l'âge du bronze maltais, dénommée « phase du cimetière de Tarxien » (2500–1500 av. J.-C).
Aucune construction spécifique n'a été mise en relation avec cette phase mais les spécialistes s'accordent à leur attribuer les l-imsaqqfa (signifiant « celle avec un toit » en maltais), qui sont des dolmens. Le dolmen maltais est un dolmen simple à chambre unique. On recense une quinzaine de dolmens, pour la plupart ruinés, dans tout l'archipel.
Vers le milieu du IIe millénaire av. J.-C., la Méditerranée devient de moins en moins sûre. La nécessité de se défendre, de protéger quelques richesses, devient une préoccupation prégnante. Au cours de l'âge du bronze, les villages fortifiés apparaissent dans l'archipel sur les collines aplaties de Nuffara à Gozo ou de Fawwara et Wardija ta' San Ġorġ ou sur le promontoire naturel de Borġ in-Nadur à Malte. C'est ce dernier site qui donne son nom à la deuxième phase de l'âge de bronze maltais, la phase de Borġ in-Nadur 1500–725 av. J.-C..
Deux siècles avant les Phéniciens qui vont faire entrer l'archipel maltais dans l'histoire, un nouveau groupe ethnique débarque sur les îles. Cette nouvelle population semble parfaitement cohabiter avec les arrivants de la vague précédente. Sa céramique indique qu'elle a pour origine la culture des tombes à fosses en Calabre. C'est le village de Baħrija sur le promontoire de Qlejgħa qui donne son nom à la dernière phase de l'âge du bronze maltais, la phase de Baħrija (900–725 av. J.-C.).